# Mitrella schlechteri
Mitrella schlechteri är en kirimojaväxtart som beskrevs av Friedrich Ludwig Diels. Mitrella schlechteri ingår i släktet Mitrella och familjen kirimojaväxter. Inga underarter finns listade i Catalogue of Life.